# Модум
Модум (норв. Modum) — комуна в губернії Бускерюд у Норвегії. Адміністративний центр комуни — місто Вікерсунн. Офіційна мова комуни — букмол. Населення комуни на 2007 рік становило 12 695 осіб. Площа комуни Модум — 515,32 км ², код-ідентифікатор — 0623. В комуні розташований один з найбільших у світі лижний трамплінів — Вікерсундбаккен.

## Історія населення комуни
Населення комуни за останні 60 років.

Статистика комуни Мудум